# Gare de Saint-Pierre-en-Faucigny
Pour les articles homonymes, voir Gare de Saint-Pierre.
La gare de Saint-Pierre-en-Faucigny est une gare ferroviaire française de la ligne de La Roche-sur-Foron à Saint-Gervais-les-Bains-Le Fayet, située sur le territoire de la commune de Saint-Pierre-en-Faucigny, dans le département de la Haute-Savoie, en région Auvergne-Rhône-Alpes.
Elle est mise en service en 1890 par la Compagnie des chemins de fer de Paris à Lyon et à la Méditerranée (PLM). C'est une halte voyageurs de la Société nationale des chemins de fer français (SNCF), desservie par les trains de la ligne L3 du RER franco-valdo-genevois dit « Léman Express », et des trains TER Auvergne-Rhône-Alpes.

## Situation ferroviaire
Établie à 479 mètres d'altitude, la gare de Saint-Pierre-en-Faucigny est située au point kilométrique (PK) 6,175 de la ligne de La Roche-sur-Foron à Saint-Gervais-les-Bains-Le Fayet, entre les gares de La Roche-sur-Foron et de Bonneville.
Située sur une ligne à voie unique, c'est une gare d'évitement qui dispose d'une deuxième voie pour le croisement des trains.

## Histoire

### Histoire de la gare
La gare de Saint-Pierre est mise en service le 1er juin 1890 par la Compagnie des chemins de fer de Paris à Lyon et à la Méditerranée (PLM) lorsqu'elle ouvre à l'exploitation la section de La Roche-sur-Foron à Cluses. L'inauguration de la ligne et des gares intermédiaires de Saint-Pierre, Bonneville et Marignier, a lieu le 15 juin 1890.
En 2007, le bâtiment voyageurs est repeint et on réaménage le parking et les abords de la gare.

### Historique de desserte
- 20 novembre 2006 : mise en service des rames automotrices à deux niveaux de la série Z 23500 de la SNCF entre Genève-Eaux-Vives et Saint-Gervais-les-Bains-Le Fayet.
- 9 décembre 2007 : mise en service de la première phase de l'horaire cadencé sur l'ensemble du réseau TER Rhône-Alpes et donc pour l'ensemble des circulations ferroviaires régionales.
- 27 novembre 2011 : dernier jour de la circulation Genève-Eaux-Vives et Saint-Gervais-les-Bains-Le Fayet pour cause de fermeture provisoire de la gare des Eaux-Vives en vue du projet de la ligne CEVA.
- 14 décembre 2019 : la relation quotidienne Saint-Gervais-les-Bains-Le Fayet ↔ Lyon-Part-Dieu (via Sallanches - Combloux - Megève – Cluses – Bonneville – La Roche-sur-Foron – Annemasse – Bellegarde – Culoz – Ambérieu-en-Bugey) devient saisonnière (uniquement les samedis d'hiver)[5].
- 15 décembre 2019 : mise en service des rames automotrices Léman Express Coppet ↔ Saint-Gervais-les-Bains-Le Fayet (via Genève-Cornavin, Annemasse et La Roche-sur-Foron).

## Service des voyageurs

### Accueil
Halte SNCF, c'est un point d'arrêt non géré (PANG) à accès libre.

### Desserte
Depuis le 15 décembre 2019, la gare de Saint-Pierre-en-Faucigny est desservie :
- par la ligne L3 du Léman Express sur la relation Coppet ↔ Genève-Cornavin ↔ Annemasse ↔ La Roche-sur-Foron ↔ Saint-Gervais-les-Bains-Le Fayet[7].

- par des trains TER Auvergne-Rhône-Alpes sur les relations :
  - Bellegarde ↔ Annemasse ↔ La Roche-sur-Foron ↔ Cluses ↔ Saint-Gervais-les-Bains-Le Fayet (en provenance de Lyon-Part-Dieu les samedis d'hiver) ;
  - Annecy ↔ La Roche-sur-Foron ↔ Cluses ↔ Saint-Gervais-les-Bains-Le Fayet.

### Intermodalité
Un parc pour les vélos et un parking pour les véhicules y sont aménagés. La gare est desservie par les lignes de bus D et E du réseau Proxim'iTi.

## Galerie de photographies

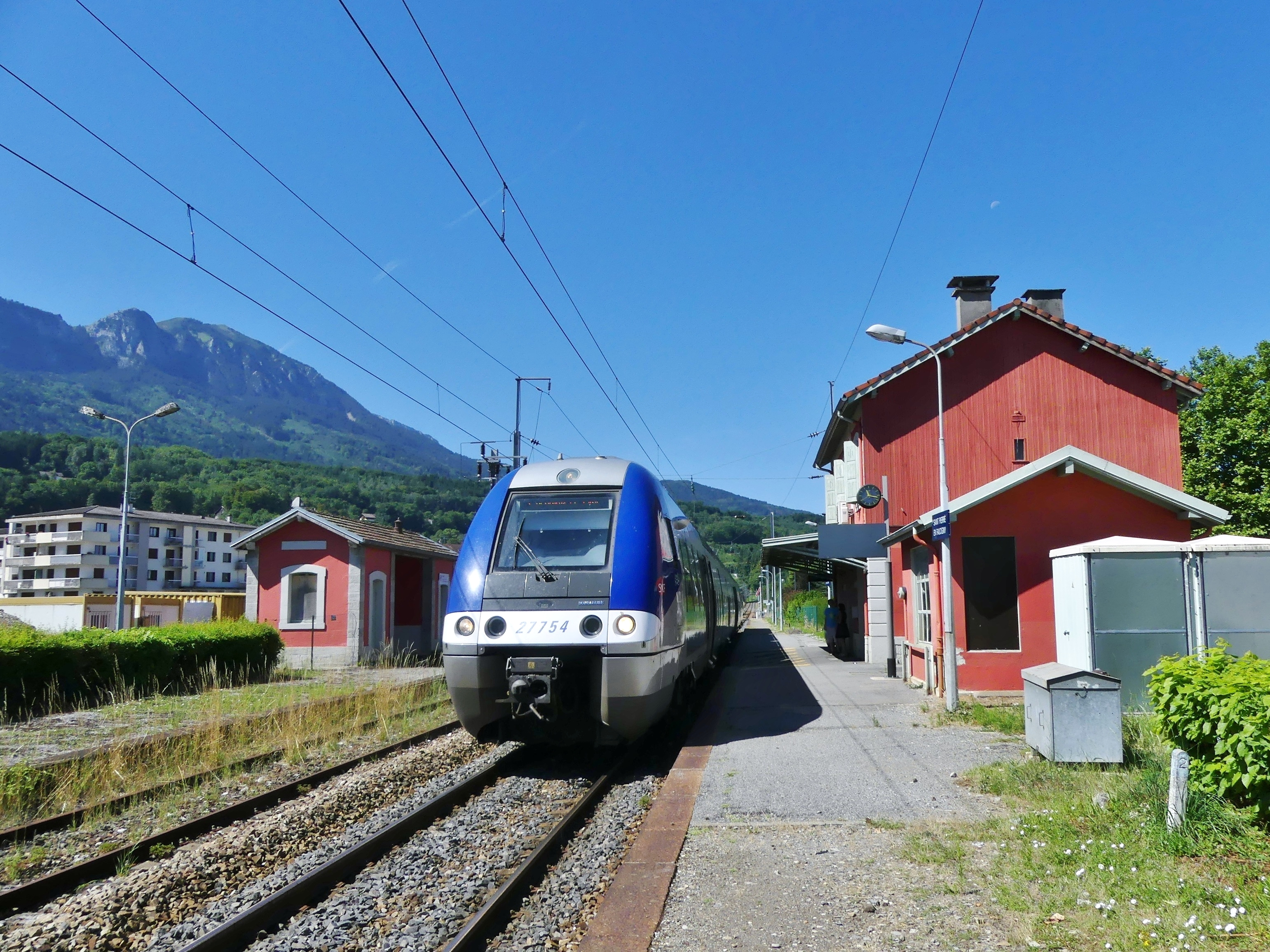
TER Auvergne-Rhône-Alpes sur la relation Bellegarde – Saint-Gervais.
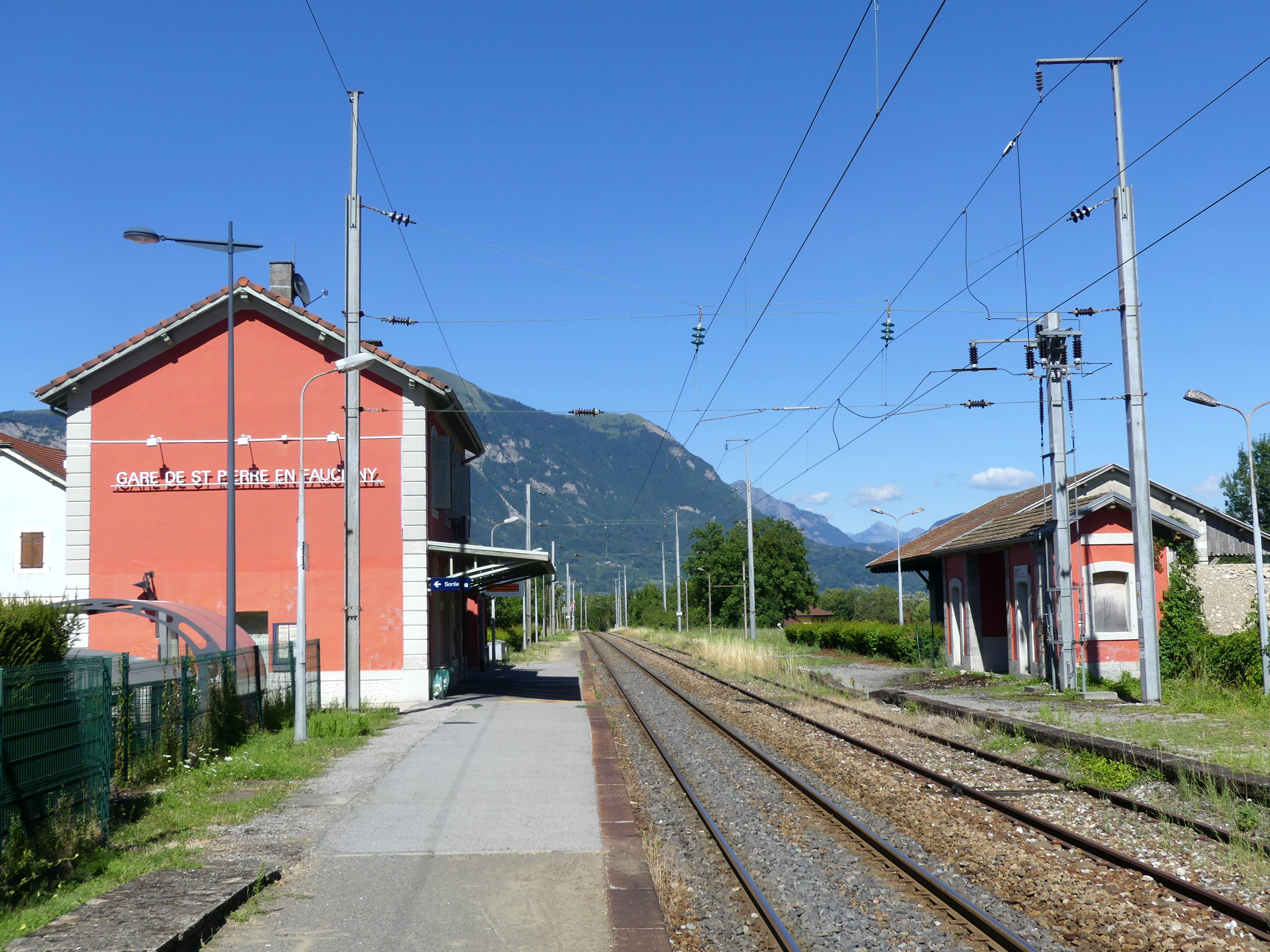
Quais et voies.